# Jód-triklorid
A jód-triklorid interhalogén vegyület, képlete ICl3. Elsőként Humphry Davy állította elő 1814-ben. Élénksárga, szúrós szagú szilárd anyag. Nyomás alatt megolvasztható, a kapott folyadék barna színű.[forrás?]

## Tulajdonságai
Szilárd állapotban síkalkatú dimer I2Cl6, pontosabban Cl2I(μ-Cl)2ICl2 formában van jelen, két hídhelyzetű klóratommal. A különböző helyzetű klóratomok esetén a kötésszögek és kötéstávolságok nem azonosak.
Jól oldódik alkoholban, éterben, benzolban. Olvadt állapotban vezeti az elektromos áramot, ami arra utal, hogy ionokra szakad:
I2Cl6 ⇌ ICl2+ + ICl4−
Vízben hidrolizál:
{\displaystyle \mathrm {2\ ICl_{3}+3\ H_{2}O\longrightarrow \ 5\ HCl+ICl+HIO_{3}} }
Számos fém-kloriddal tetrakloridok képződése közben reagál.[forrás?]
Erős oxidálószer, szerves anyagokkal érintkezve azokat meggyújthatja.

## Előállítása
Előállítható jód és −80 °C-os folyékony klór feleslegének reakciójával vagy jód-monokloridból klór hatására:
{\displaystyle \mathrm {Cl_{2}\ +\ ICl\ \longrightarrow \ ICl_{3}} }
Előállítható folyékony jód és klórgáz 105 °C-ra történő melegítésével is.[forrás?]

## Fordítás
- Ez a szócikk részben vagy egészben  az   Iodine trichloride című angol Wikipédia-szócikk ezen változatának fordításán alapul.  Az eredeti cikk szerkesztőit annak laptörténete sorolja fel. Ez a jelzés csupán a megfogalmazás eredetét és a szerzői jogokat jelzi, nem szolgál a cikkben szereplő információk forrásmegjelöléseként.
- Ez a szócikk részben vagy egészben  az   Iodtrichlorid című német Wikipédia-szócikk ezen változatának fordításán alapul.  Az eredeti cikk szerkesztőit annak laptörténete sorolja fel. Ez a jelzés csupán a megfogalmazás eredetét és a szerzői jogokat jelzi, nem szolgál a cikkben szereplő információk forrásmegjelöléseként.